# Празький студент (фільм, 1913)
«Празький студент» (нім. Der Student von Prag: ein romantisches Drama) — художній фільм Стеллана Рійє і Пауля Вегенера 1913 року, один з перших зразків німецького кіносимволізму (див. Символізм). На думку деяких дослідників, фільм є першим повноцінним фільмом жахів. Фільм породив новий «бродячий сюжет», що згодом неодноразово екранізувався. Прем'єра фільму відбулася в Німеччині 22 серпня 1913 року в кінотеатрі Mozart Saal.
На основі фільму знято три рімейка, а також у 1968 році був знятий фільм зі схожим сюжетом «Незвичайні історії» (Histoires extraordinaires, новела «Вільям Вільсон», реж. Луї Маль, 1968 — за мотивами однойменного оповідання Едгара Аллана По).

## Сюжет
Студент Балдуїн (Пауль Вегенер), що потерпає від безгрошів'я, погоджується підписати з таємничим італійцем Скапінеллі (Йон Готтоут) підозрілий договір, який гарантує Балдуїну багатство і одруження на Маргіт (Грете Бергер), доньці графа. Натомість Скапінеллі візьме що захоче з кімнати студента. Скапінеллі забирає з собою відображення студента в дзеркалі. Балдуїн вважає, що угода вдалася і починає залицятися до Маргіт. Проте Лідушка Ліда Салмонова, яка закохана в студента, розповідає про нього Маргіт і її нареченому, барону Валдісу. Барон ображає Балдуїна і той, будучи найкращим фехтувальником Праги, викликає його на дуель на шаблях. Батько Маргіт, не бажаючи загибелі барона, приходить до студента і просить його зберегти життя Валдісу. Балдуїн великодушно погоджується і вирушає на поєдинок. Проте по дорозі його коляска застряє, і коли студент нарешті підходить до місця дуелі, то зустрічає свого двійника із скривавленою шаблею в руках — барона вже вбито. Далі двійник усюди ходить за Балдуїном, роблячи його життя нестерпним. Студент, що зневірився, стріляє в двійника, але гине сам, оскільки насправді вони з двійником нероздільні. Скапінеллі над його тілом розриває договір.

## У ролях
- Пауль Вегенер — Балдуїн
- Йон Готтоут — Скапінеллі
- Грете Бергер — Маргіт
- Ліда Салмонова — Лідушка
- Фріц Вайдеманн — барон Валдіс
- Лотар Корнер — батько Маргіт

## Зйомки
На виробництво цього фільму було виділено 30000 марок. Зйомки проводилися в найбільш мальовничих куточках Праги — на вулиці Алхіміків і Малій Страні, в замку Бельведер. Павільйонні декорації створив Роберт Дітріх і Курт Ріхтер. Оператор фільму — Гвідо Зеєбер. У «Празькому студентові» він широко використав прийоми зйомки з каше́ і подвійною експозицією.

## Художні особливості і відгуки
«Празький студент» уперше затвердив на екрані тему, яка перетворилася на ману німецького кіно, — тему глибокого, змішаного із страхом самопізнання. Відторгнувши Балдуїна від свого дзеркального двійника і зіштовхнувши їх один з одним, фільм Вегенера символічно зафіксував особливий різновид розколотої особи. Замість того щоб не помічати дуалізм власної душі, охоплений страхом Балдуїн розуміє, що він під владою грізного супротивника, який є його другим «я».— Зігфрід Кракауер
Стиль зйомок, судячи з відгуків преси того часу, дуже цікавий і нагадує манеру іспанського художника Рібери.
— Жорж Садуль
«Студент з Праги», в якому сталося особливе з'єднання природності і удаваності, дійсності з декоративністю, незвичайно мене зацікавив.
— Пауль Вегенер

## Мотиви
Сценарій фільму написав Ганс Гейнц Еверс, поєднавши мотиви оповідання Едгара По «Вільям Вілсон» і поезії Альфреда де Мюссе. Крім того фільм увібрав в себе мотиви старих німецьких легенд про двійників, деякий вплив зробили «Надзвичайна пригода Петера Шлеміля» Шаміссо і «Пригоди напередодні Нового року» Гофмана.